# Geghamabak
Geghamabak (in armeno Գեղամաբակ?, conosciuto anche come Geghamak) è un comune dell'Armenia di 138 abitanti (2009) della provincia di Gegharkunik.